# Jeff Buckley
Jeffrey Scott Buckley, ameriški pevec in tekstopisec, * 17. november 1966, Anaheim, Kalifornija, ZDA, † 29. maj 1997, Memphis, Tennessee.
Njegov glas je obsegal štiri oktave, kritiki pa so ga po izidu prvenca Grace označili kot enega najbolj obetavnih glasbenikov svoje generacije. Umrl je na vrhuncu svoje popularnosti, star le 30 let, ko je utonil v nočnem plavanju v pritoku reke Mississippi. 

## Življenjepis
Rodil se je Anaheimu v Kaliforniji, njegov oče pa je bil Tim Buckley, pevec in pisec pesmi, ki je v sedemdesetih ustvaril vrsto cenjenih folk in jazz albumov. Jeff je bil vzgajan kot Scott Moorhead (priimek pripada njegovemu očimu), od svojega osmega leta, ko je prvič in zadnjič videl svojega pravega očeta, pa je uporabljal ime Jeff Buckley. Z 18 leti je končal svoje izobraževanje na glasbenem kolidžu Musicians Institute v Hollywoodu. Postati je hotel kitarist, imel je obširno znanje s tega področja, ki ga je uporabil v različnih skupinah, kjer je igral punk, rock in reggae. Leta 1991 se je preselil v New York, redno pa je nastopal v klubu Sin-é. Leta 1993 je bil izdan tudi posnetek njegovega nastopa Live at Sin-é.

## Grace
Leta 1994 je izdal svoj edini pravi studijski album Grace. Prodaja albuma je bila sprva zelo slaba, vendar je Buckley požel mnogo spoštovanja med starejšimi kolegi (Thom Yorke, Jimmy Page, Robert Plant, Bob Dylan, Elton John, itd.) in med glasbenimi kritiki. Na albumu lahko najdemo med drugim priredbo Nine Simone »Lilac Wine« in priredbo pesmi Leonarda Cohena »Hallejujah«, ki je ena od mnogih, vendar naj bi prav priredba Buckleyja predstavljala najboljšo. Po izidu albuma se je Jeff s skupino odpravil na dvoletno turnejo po svetu. Posnetki s teh nastopov so zbrani na posthumno izdanih ploščah Mystery white boy in Live a l'Olympia. Buckley je pod različnimi imeni oziroma psevdonimi v ameriških kavarnah imel solo nastope, s katerimi je začel svojo solistično glasbeno pot.

## Smrt
Po končani turneji se je Jeff s skupino lotil ustvarjanja novega albuma My Sweetheart the Drunk. Album je bil praktično posnet, nato pa se je Jeff odločil oditi v Memphis, kjer je na svoj snemalnik sam posnel nekaj pesmi. S skupino je bil dogovorjen, da se mu pridružijo v Memphisu, načrti za novo ploščo so bili torej zelo obetavni. 29. maja 1997 je letalo s skupino pristalo na letališču, Jeff pa je s prijateljem odšel do reke, kjer se je odločil za nočno plavanje. Potem, ko je njegov prijatelj odmaknil radio in kitaro, da ju ne bi dosegla voda, je Jeffa izgubil izpred oči. Takoj je bila organizirana reševalna akcija, ki žal ni obrodila sadov. Jeffovo truplo je na obrežju pet dni kasneje našel neki turist. Pojavila so se ugibanja o tem, da je Jeff storil samomor, ali pa je za smrt bila kriva prevelika količina mamil. Obdukcija je pokazala, da v Jeffovem telesu ni bilo sledov prepovedanih drog, njegovo duševno stanje pa naj bi bilo povsem normalno. Najverjetnejša je torej uradna različica, ki pravi, da je Jeffova smrt posledica tragične nesreče.

## Diskografija
- 1993 - Live at Sin-é
- 1994 - Grace
- 1995 - Live from the Bataclan
- 1998 - Sketches for My Sweetheart the Drunk
- 2000 - Mystery White Boy
- 2001 - Live a L'Olympia
- 2002 - Songs to No One 1991-1992
- 2002 - The Grace EPs
- 2003 - Live at Sin-é (Legacy Edition)
- 2004 - Grace (Legacy Edition)